# 油棕
油棕（学名：Elaeis guineensis）又名非洲油棕、油棕榈、油椰子，是棕榈科油棕属的一种植物，其种加词“guineensis”意为“几内亚的”。原产于非洲熱帶雨林，從西非、中非至东非，分布范围西自塞內加爾，东抵肯尼亞，南起安哥拉，北至乍得，被引入至马来西亚和印度尼西亚、中美洲及南美洲等地区；属于产油经济作物，主要用於生產棕櫚油（果肉榨取）及棕仁油（核仁榨取）。

## 分布
原生於西非及中非，種名中「幾內亞」（Guinea）是指介於安哥拉與甘比亞間之地帶，而非現在使用幾內亞名稱之國家。原生國家包括安哥拉、貝寧、布吉納法索、布隆迪、喀麥隆、中非共和國、查德、剛果、剛果民主共和國、科特迪瓦、赤道幾內亞、加彭、岡比亞、加納、幾內亞、幾內亞比紹、肯亞、利比里亞、馬拉維、莫三比克、尼日利亞、盧安達、聖多美和普林西比、塞內加爾、塞拉利昂、坦尚尼亞、多哥、烏幹達。
目前廣泛引入種植於馬達加斯加、斯里蘭卡、馬來西亞、蘇門答臘、中美洲、西印度群島，印度尼西亚等地区。

## 形态
野生非洲油棕树为单茎，高可达20米。羽状叶，开许多簇状密生小花，花为三萼三瓣。果实在开花6个月后成熟，簇生于短枝上，单个果实呈卵圆状，长约4厘米，成熟时为黑色，基部为红色。果肉和果核均含有大量油脂。单株树的产果量为2至12簇不等，随树龄增长而逐年增加，每簇重15至25公斤。

## 种植史

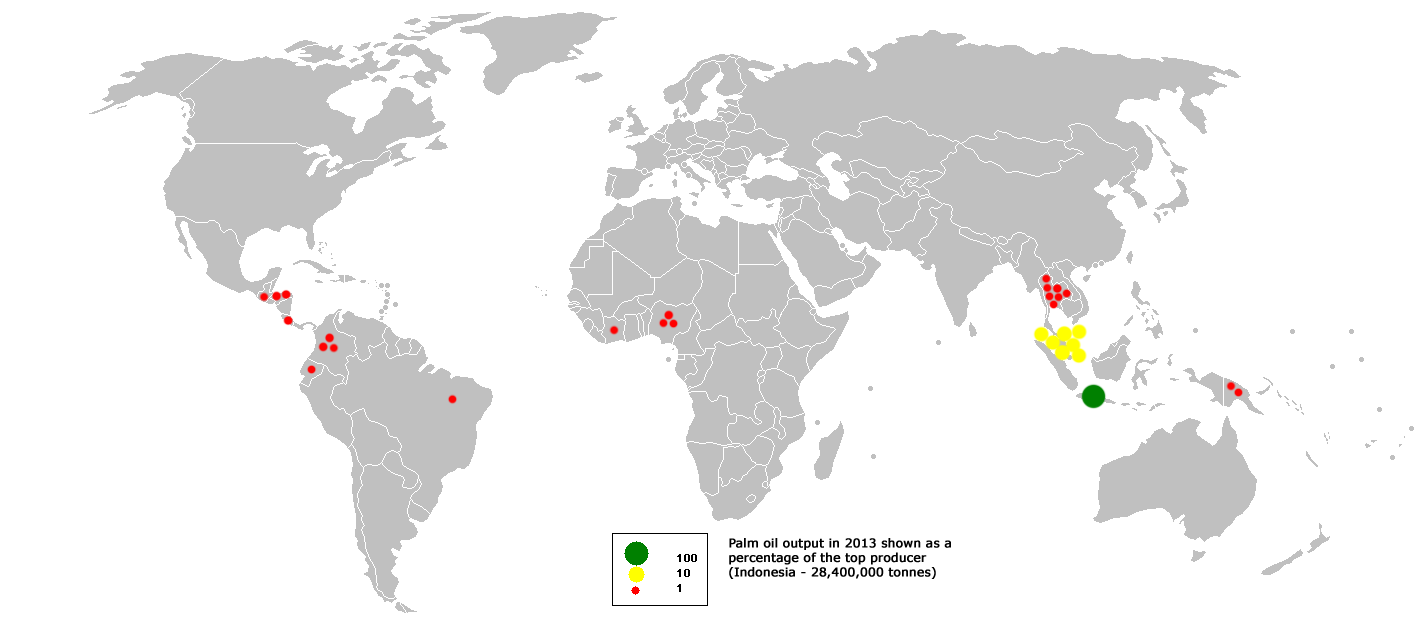
棕櫚油主要生產國

原产于西非。作為觀賞植物在1870年引入新加坡的植物園。1911年开始在非洲商业栽培。1917年开始在东南亚商业栽培。至1954年，马来西亚和印度尼西亚的棕榈油产量已占全世界的31.2%（由于油棕引入亚洲后果仁变小，因此果仁油产量只占全世界的9%），尼日利亚和比属刚果的产量则占世界产量的34.7%和22.4%。
1995年，马来西亚宣布它生产了全世界55%的棕榈油。2008年，世界种植面积1,120万hm2，其中印尼为500万hm2，产量1,980万吨；马来西亚390万hm2，产量1,780万吨。2018年印尼产量翻倍到4,000万吨；马来西亚微升至1,900万吨，約佔全球產量3成。印度、欧洲和中国占2018年总进口的46％比重。
目前实行经济栽培的几乎都是非洲油棕及其杂交种，其同属近亲美洲油棕（E. oleifera）由于产油量低，因此甚少做为经济作物种植，但两者的杂交种则被栽培种植，以抵抗某些疾病。

### 油棕生長條件
- 溫度：年均溫度在攝氏18℃以上，溫度不可有大幅度變化。
- 雨量：若雨季只有8个月左右，年降雨量需要1500毫米，2500毫米以上的年降雨量更佳。如果降雨能平均地分配于全年，则在年降雨量1200至1300毫米的地区也能栽培。
- 陽光：油棕喜好阳光，雨季不可太長.
- 土壤：油棕对土壤的要求较低，可以生长于不适宜栽培可可、咖啡等高附加值经济作物的砂质淋溶土上。但在厚而肥沃的壤土或冲积土上的产量会更高。
- 地形：波狀起伏，排水良好的地形最佳。

### 種植技術
- 培植幼苗：選擇優良的種子，在裝有泥土的塑膠袋中培養約9個月。
- 栽種到油棕園：清除園地，栽種9個月大的幼苗。

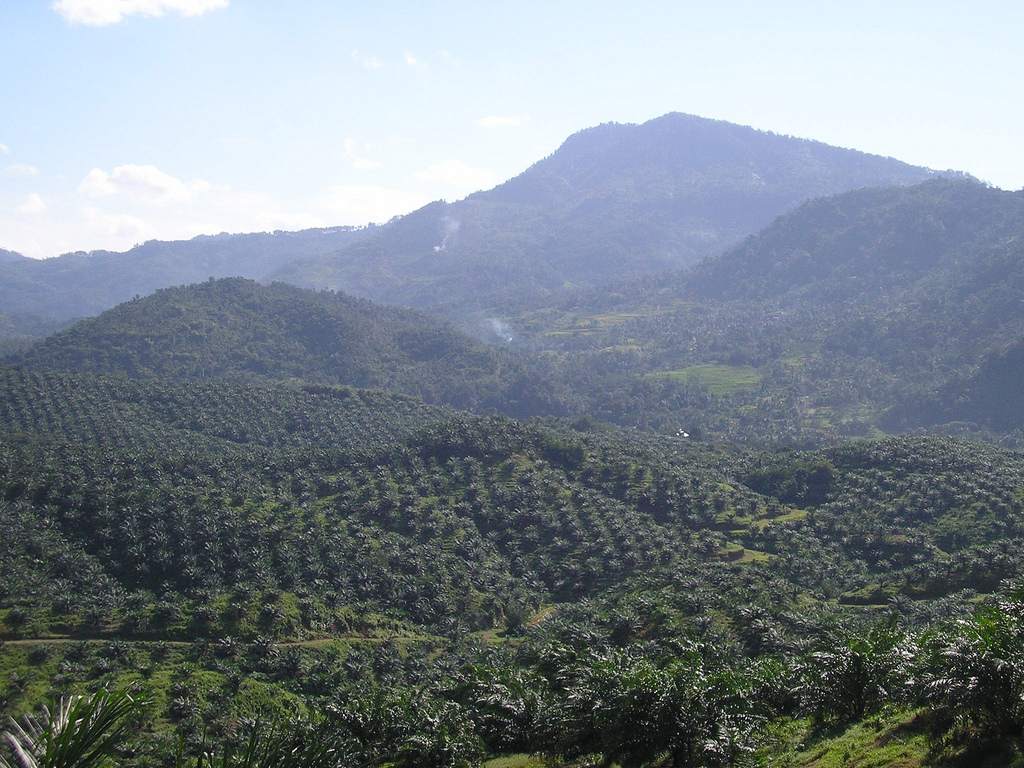
Cigudeg, 茂物的油棕栽培

- 照料：油棕不需要加以照料，施放肥料，但如果加以人工干涉的话，可以对其树高加以控制（以利采摘），并可促使结实期提前到来。与散落栽培、不加照料、不放肥料的油棕相比，专业种植园中的油棕单株产油量可以提高9倍。
- 收割：油棕從種到園地算起,2年後就開始有收穫.果實成熟時顏色為橙紅色，一大堆簇生在一起，若果实生在不高于地面十尺处用带柄凿子收割，若高于地面十尺用一種長柄的鐮刀收割果實.收割後的果實為了防止質變必須两天内送到加工廠提取棕油.

## 提取棕榈油
西非地区传统的棕榈油提取方法是先将果实捣碎、煮熟，破坏其果肉内的脂解酶，再加热后即可取下析出的凝皮状油脂。这种方法可以提取果实内50%至55%的油脂，称为“软式加工法”。后来对这种方法加以改进，加入酵母并用沸水煮，利用更高的温度提取更多（可达65%）的油脂，这一方法被称为“硬式加工法”。这两种方法都只能提取果肉内的油脂。欧洲人引入榨油机以及汽油溶脂等方法后，油脂提取率升至90%以上。油棕的果仁和果壳纤维富含油脂，可以提取果仁油和囊果被油，但其成分与果肉中所含油脂不同。
油棕是油料作物种产油量最高的一种，经济种植平均每公顷可产果实二十吨，可榨棕榈油4吨；可产果仁750千克，可榨果仁油500千克。

## 棕榈油的利用
棕榈油中含有胡蘿蔔素，因此颜色较深。其成分包括43%的饱和脂肪酸、43%的单元不饱和脂肪酸和13%的多元不饱和脂肪酸，并含有丰富的维生素K和其他元素。由于其果实含油量甚高，因此被许多动物食用，甚至包括两种食肉鸟类——秃鹰和鹞。
在非洲，人们取果仁油作为日用烹饪油。
在食品工業上，果肉油為常見的食用油；果仁油被用于制造人造黄油、巧克力、雪糕和食用油脂；次產物果仁渣饼可用作饲料。特别注意的是，油炸即食麵是必须用棕榈油；除食品用途外，果肉油亦被广泛应用于制造肥皂、香皂、蜡烛、清潔劑、润滑油、甘油、颜料、化妝品、髮膏、鐵器防銹劑及汽车燃料等工業製品原料。果殼可用來作燃料及鋪油棕園內的路.棕油可提煉維生素、蛋白質、抗生素等。

## 产量与消费
2004年，棕榈油的产量与国际贸易量超过大豆油和菜籽油，成为世界上最主要的植物油。

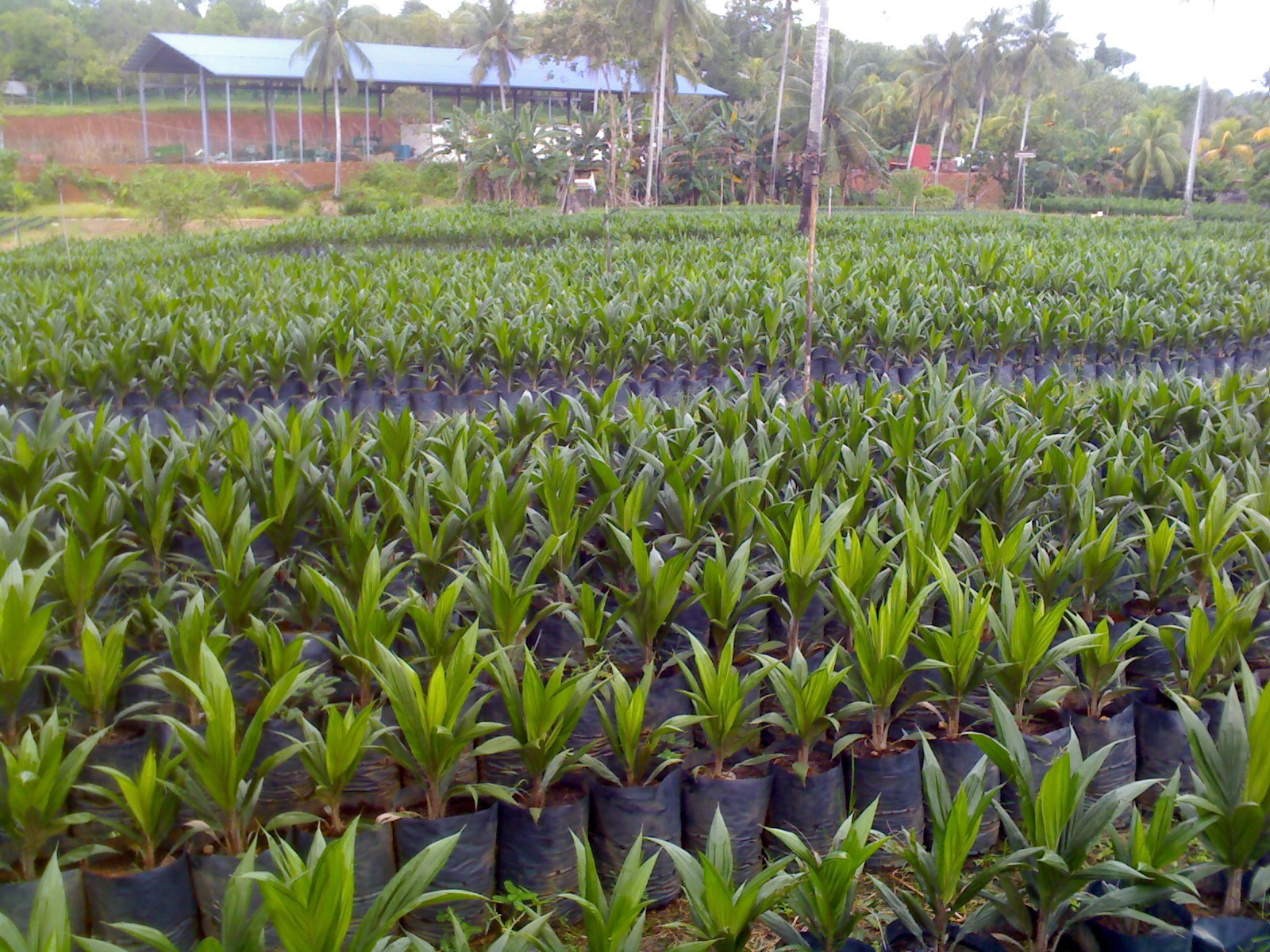
沙巴斗湖的油棕栽培
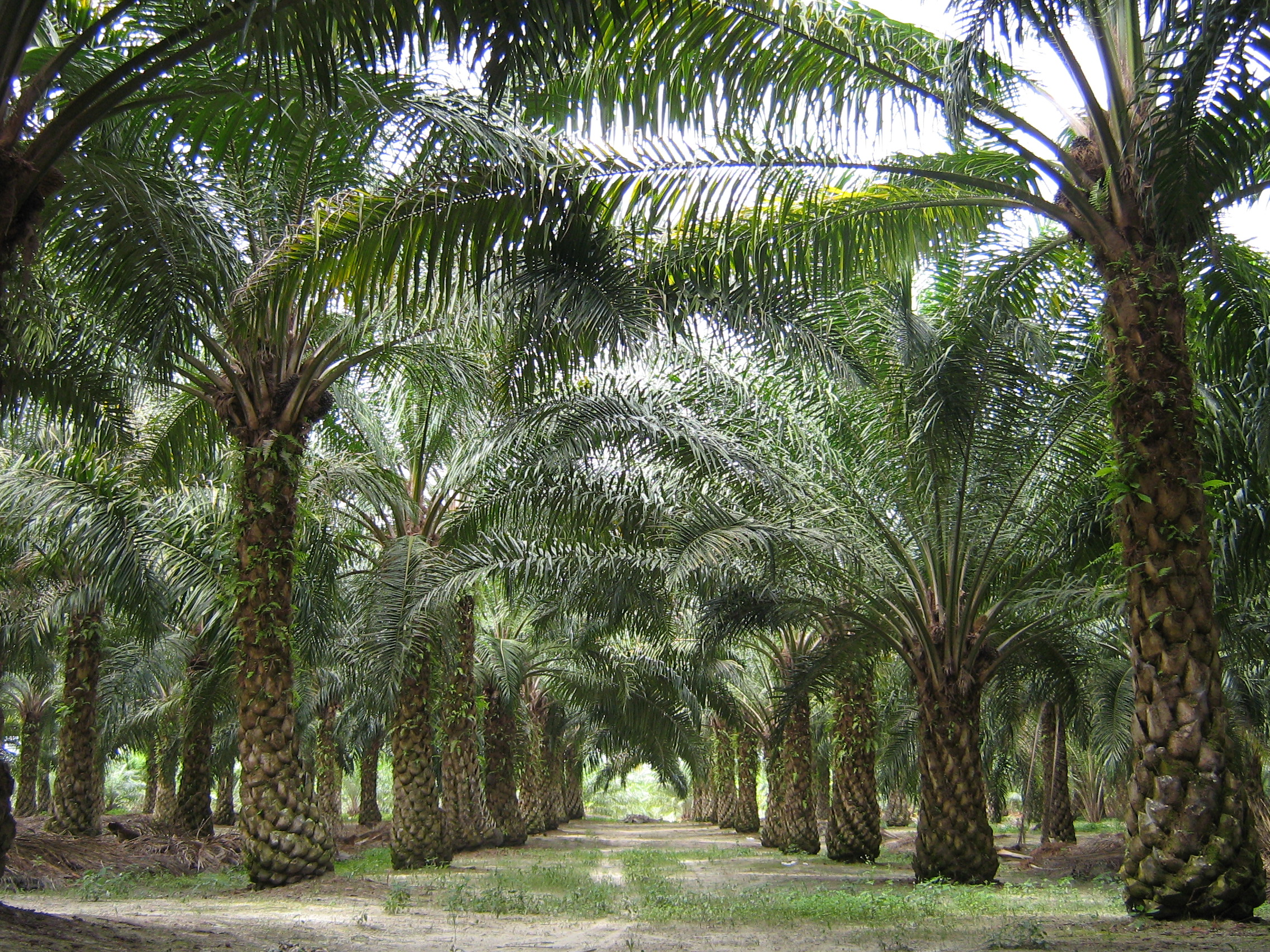
馬來西亞的油棕园
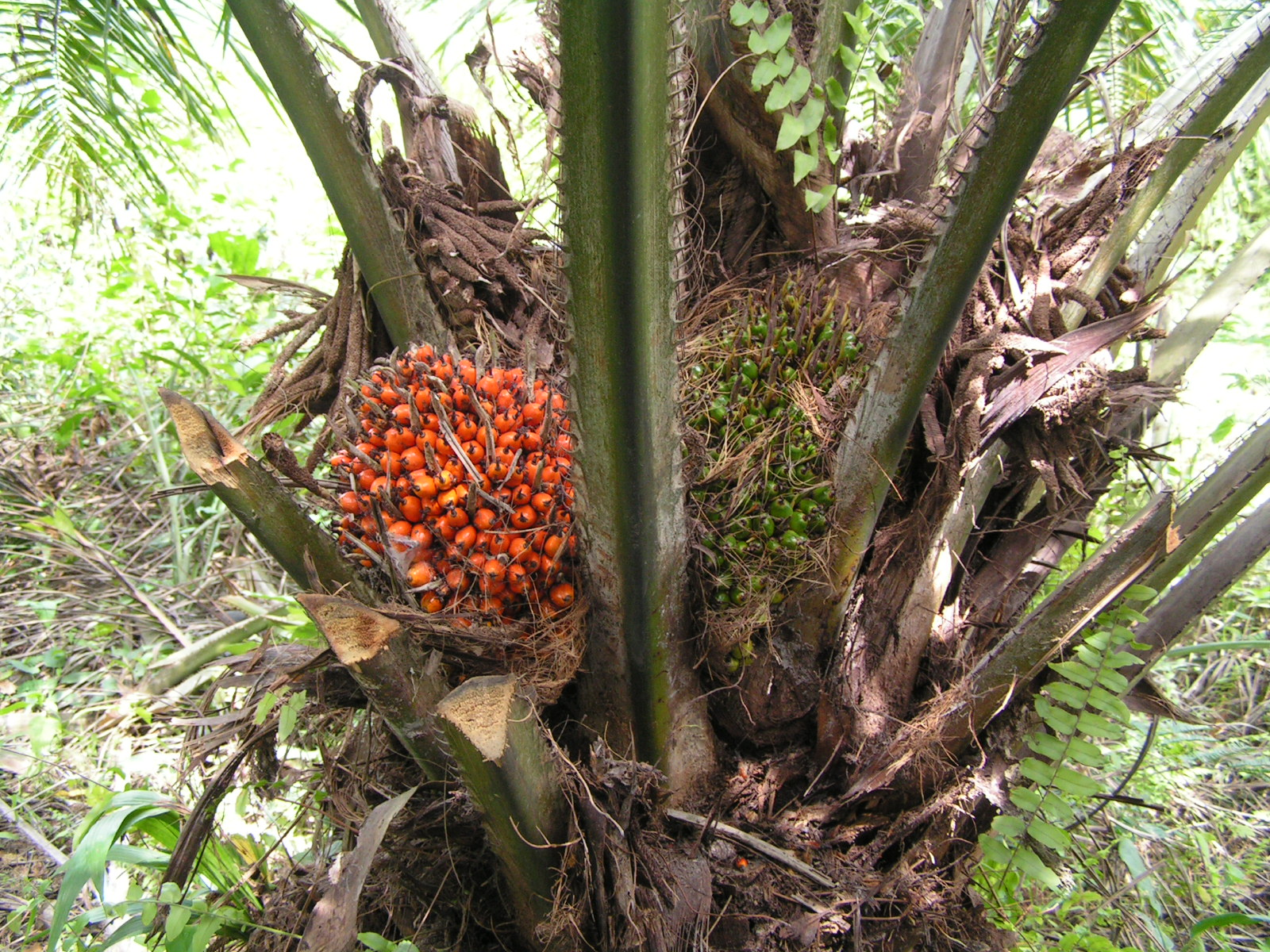
結果
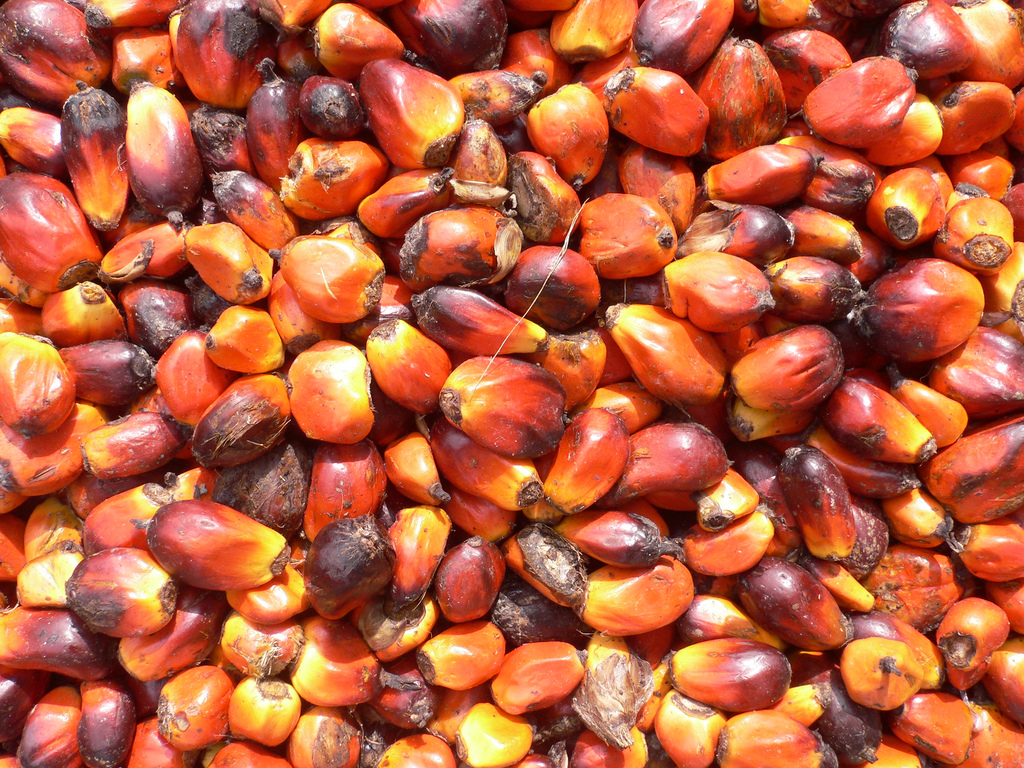
果實
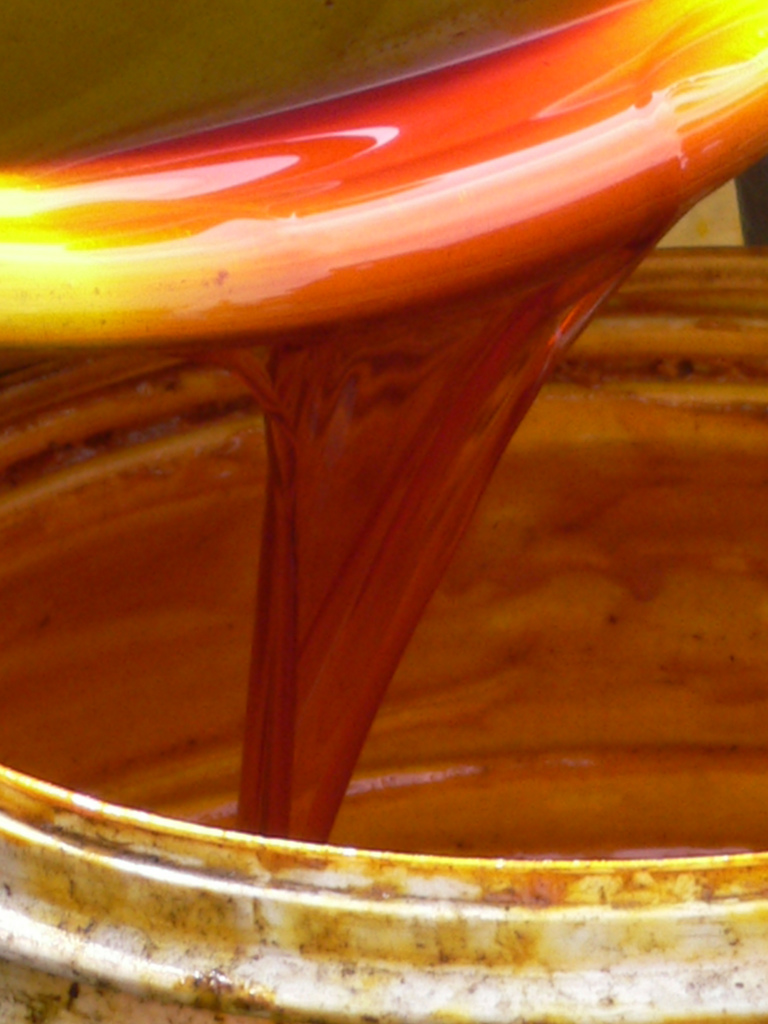
棕櫚油